# Azzan bin Qais
Imam Azzan bin Qais (Arabisch: الإمام عزان بن قيس) (? - Muttrah, 30 januari 1871) was de imam van Oman tussen 1868 en 1870. Hij zette zijn verre familielid Sayyid Salim bin Thuwaini af en verzette zich tegen de Saoedische inmenging in de Buraimi-oase. Hij vocht tegen Salims oom, Sayyid Turki bin Said in de slag om Dhank, voordat hij in 1871 in de strijd bij Muttrah kwam te overlijden.